# Carlos Enrique Melgar López
Carlos Enrique Melgar López (Coracora, 18 de mayo de 1925 - Lima, 24 de junio de 2018) fue un político y abogado peruano. Fue senador de la República por el departamento de Ayacucho y miembro de la Asamblea Constituyente de 1978 además de alto dirigente del Partido Aprista Peruano.

## Biografía
A los 15 años se inscribe en el Partido Aprista Peruano. Estudió Letras, Derecho y Ciencias Económicas en la Universidad Nacional Mayor de San Marcos. En 1955, fue elegido Presidente de la Federación de Estudiantes del Perú y luego, en 1959, elegido Presidente de la Federación de Estudiantes del Mundo, durante la VIII Conferencia Internacional desarrollada en Lima. 
Dentro de su labor como abogado, fue defensor de Luis D’Unian Dulanto, alias "Tatán", conocido malhechor limeño de la década de los 40 y 50. También ejerció la defensa de Ingrid Schwend, protagonista de uno de los crímenes más sonados de la década de los 60 en Lima, al psiquiatra Segisfredo Luza y de Jorge Villanueva Torres, el infame "Monstruo de Armendariz", quien fuera condenado a muerte y ejecutado en 1957.
Fue elegido senador por el departamento de Ayacucho en 1963 en las elecciones de ese año en los que salió elegido por primera vez Fernando Belaúnde Terry como presidente del Perú. Fue reelegido para ese cargo en las elecciones generales de 1980, 1985 y 1990.
Durante su etapa parlamentaria, fue autor de la ley que crea la Corporación de Fomento y Desarrollo Económico de Ayacucho. Fue también miembro de la Asamblea Constituyente de 1978. Subsecretario General del Comité Ejecutivo Nacional en vida  de Víctor Raúl Haya de la Torre y varias veces Presidente de la Comisión Política del Partido Aprista. 
En 1988 encabezada la comisión investigadora del Congreso en el caso Cayara. Dicha comisión estuvo integrada también por los parlamentarios Javier Diez Canseco y Gustavo Mohme Llona. El informe Melgar, presentado el 9 de mayo de 1989, absolvió de toda responsabilidad al general Luis Valdivia Dueñas así como al resto de militares implicados 
Es el propietario del “Castillo Melgar” de Punta Negra, muestra exótica de los antiguos balnearios del sur de Lima. Esta construcción combina, sin ninguna simetría, balcones coloniales, pagodas orientales y torres ojivales con muros de estilo neoinca además de estar decorada con los objetos más disímiles, constituyéndose en un verdadero monumento a lo kitsch.